# James Woolsey
 (avril 2012).
Pour les articles homonymes, voir Woolsey.
Robert James Woolsey, Jr., né le 21 septembre 1941 à Tulsa en Oklahoma, est un haut fonctionnaire américain.

## Biographie
Parmi ses fonctions on peut noter :
- Directeur de la CIA entre 1993 et 1995[1] ;
- Ambassadeur des États-Unis pour les négociations du traité sur les forces armées conventionnelles en Europe à Vienne ;
- Sous secrétaire de l'United States Navy ;
- Directeur juridique du Comité des forces armées du Sénat des États-Unis.

James Woolsey a aussi dirigé la Freedom House en 2003.
En novembre 2015, il déclare que l'ex-analyste de la National Security Agency Edward Snowden devrait être « pendu par le cou jusqu’à ce que mort s’ensuive plutôt que simplement électrocuté », l'accusant d'être indirectement responsable des attentats du 13 novembre 2015 en France.

## Positions concernant la guerre en Irak
Quelques heures après les attentats du 11 septembre, Woolsey est apparu à la télévision, suggérant une complicité de l'Irak. En septembre 2002, alors que le Congrès délibère pour autoriser le Président Bush à recourir à la force contre l'Irak, Woolsey a déclaré au Wall Street Journal qu'il croyait que l'Irak était également lié au bombardement de 1995 du bâtiment fédéral de Murrah Alfred P. et  à l'attentat du World Trade Center en 1993.
En 2005, Steve Clemons, chercheur principal au groupe de réflexion de la New America Foundation, a accusé James Woolsey d'avoir promu l'idée d'entreprendre la guerre en Irak. Melvin A. Goodman, chercheur principal au Center for International Policy et ancien chef de division de la CIA, a déclaré au Washington Post que « James Woosley était un désastre en tant que directeur de la CIA dans les années 1990 et que Woosley se déplaçait à présent partout dans le pays appelant à une quatrième guerre mondiale dans le but proclamé de faire face au problème islamique »,.